# Dante Poli
Dante Eugenio Poli García (Arica, Región de Arica y Parinacota, Chile, 15 de agosto de 1976) es un exfutbolista chileno que jugaba como defensa llegando a ser considerado como una de las promesas del fútbol chileno en su momento. Actualmente se desempeña como comunicador y presentador de televisión en ESPN y en la radio Futuro.

## Trayectoria
Se inició en la Universidad Católica, club donde destacó en sus divisiones inferiores. Tras debutar en el primer equipo en 1994, Poli se hace con la titularidad en la zaga cruzada en el Torneo Apertura 1997, donde los cruzados logran el campeonato tras diez años de sequía.
Su buen momento le permite probarse en el Manchester United, disputando tres partidos, aunque finalmente Alex Ferguson, el entrenador de los Diablos Rojos termina decantándose por el fichaje del central noruego Henning Berg en desmedro de Poli.
Tras un fugaz paso por Inglaterra y por la selección, el ariqueño pierde terreno notoriamente para el segundo semestre, y no recupera la titularidad hasta 1999, año donde remata subcampeón del torneo con los cruzados.
Tras esa campaña no vuelve a ser tomado en cuenta como titular, debido a sus recurrentes lesiones, lo que termina detonando en la salida de Poli de la UC tras un 2002 donde el defensa suma su segundo título nacional, el de Apertura.
En busca de regularidad firma por el club argentino Nueva Chicago, a petición del entrenador Nestor Gorosito y al lado de su compatriota Nelson Parraguez, a quienes tuvo de compañeros en Católica. En el cuadro de Mataderos durante 6 meses tiene destacadas actuaciones, disputando veinte partidos y anotando un gol ante Lanús, logrando ser una de las figuras de un club que logra la salvación del descenso. Tras su exitoso paso por el fútbol argentino, ficha en el Skoda Xanthi de Grecia, en donde no fue tomado en cuenta por el entrenador. El año 2004 vuelve al fútbol chileno esta vez con la camiseta de Unión Española año en que disputaría la final del Torneo nacional cayendo ante Cobreloa. En 2005, firma por el Puerto Rico Islanders, en donde finalizó su carrera en el año 2006, tras constantes lesiones en sus rodillas.
Luego de su carrera como jugador se desempeñó por varios años en el canal CDF, actualmente trabaja como comentarista en el canal TNT Sports (Chile) y en el programa Futuro Futbol Club de Radio Futuro

## Selección nacional
Dante Poli fue junto a Sebastián Rozental, Manuel Neira, Héctor Tapia y Alejandro Osorio una de las principales figuras de la Selección sub-17 de mejor rendimiento en la historia de Chile, con quienes logra el subcampeonato sudamericano y el tercer lugar en la Copa Mundial de Fútbol Sub-17 disputada en Japón en 1993.
Posteriormente sería integrante de la Selección sub-20 que logra clasificar al Mundial de Catar 1995, donde el equipo salvo Rozental presenta un opaco desempeño respecto a las expectativas.
Su salto a la selección adulta ocurrió el 4 de enero de 1997 en un amistoso ante Armenia en Viña del Mar, ese mismo año sería parte integrante del plantel alternativo que enfrentó la Copa América de Bolivia, donde el equipo chileno no logró superar la fase de grupos y Poli sólo disputa el partido ante Ecuador el 17 de junio, siendo este el último encuentro que disputó con la Roja.

### Participaciones en Copa América
| Torneo            | Sede    | Resultado     |
| ----------------- | ------- | ------------- |
| Copa América 1997 | Bolivia | Primera ronda |

### Participaciones en eliminatorias a la Copa del Mundo
| Eliminatoria                 | Sede    | Resultado   | Posición | Partidos |
| ---------------------------- | ------- | ----------- | -------- | -------- |
| Clasificatorias Francia 1998 | Francia | Clasificado | 4.º      | 0        |

### Participaciones en Copas del Mundo Juveniles
| Torneo                 | Sede  | Resultado     |
| ---------------------- | ----- | ------------- |
| Mundial Sub-17 de 1993 | Japón | Tercer lugar  |
| Mundial Sub-20 de 1995 | Catar | Primera ronda |

### Partidos internacionales
| Partidos internacionales | Partidos internacionales | Partidos internacionales                    | Partidos internacionales | Partidos internacionales | Partidos internacionales | Partidos internacionales | Partidos internacionales | Partidos internacionales | Partidos internacionales |
| N.º                      | Fecha                    | Estadio                                     | Local                    | Resultado                | Visitante                | Goles                    | Asistencias              | DT                       | Competición              |
| ------------------------ | ------------------------ | ------------------------------------------- | ------------------------ | ------------------------ | ------------------------ | ------------------------ | ------------------------ | ------------------------ | ------------------------ |
| 1                        | 4 de enero de 1997       | Estadio Sausalito, Viña del Mar, Chile      | Chile                    | 7-0                      | Armenia                  |                          |                          | Nelson Acosta            | Amistoso                 |
| 2                        | 17 de junio de 1997      | Estadio Félix Capriles, Cochabamba, Bolivia | Chile                    | 1-2                      | Ecuador                  |                          |                          | Nelson Acosta            | Copa América 1997        |
| Total                    | Total                    | Total                                       | Presencias               | 2                        | Goles                    | 0                        |                          |                          |                          |

| Selección chilena | Selección chilena | Selección chilena |
| Año               | Partidos          | Goles             |
| ----------------- | ----------------- | ----------------- |
| 1997              | 2                 | 0                 |
| Total             | 2                 | 0                 |

## Clubes
| Club                  | País        | Año       |
| --------------------- | ----------- | --------- |
| Universidad Católica  | Chile       | 1994-2002 |
| Nueva Chicago         | Argentina   | 2003      |
| Skoda Xanthi          | Grecia      | 2003-2004 |
| Unión Española        | Chile       | 2004      |
| Puerto Rico Islanders | Puerto Rico | 2005      |

## Palmarés

### Torneos nacionales
| Título           | Club                 | País  | Año  |
| ---------------- | -------------------- | ----- | ---- |
| Copa Chile       | Universidad Católica | Chile | 1995 |
| Primera División | Universidad Católica | Chile | 1997 |
| Primera División | Universidad Católica | Chile | 2002 |

#### Torneos internacionales
| Título              | Club                 | País  | Año  |
| ------------------- | -------------------- | ----- | ---- |
| Copa Interamericana | Universidad Católica | Chile | 1994 |